# Paraphlepsius altus
Paraphlepsius altus är en insektsart som beskrevs av Henry Fairfield Osborn och Ball 1897. Paraphlepsius altus ingår i släktet Paraphlepsius och familjen dvärgstritar. Inga underarter finns listade i Catalogue of Life.